# Сурма (місячник ОУН)
«Сурма» — друкований орган Організації Українських Націоналістів.
Первісне видання підпільного часопису «Сурма» та органу УВО, нелегально поширювалося на Західних Українських Землях між роками 1927—1934. Після т.зв. «розколу ОУН» цю назву для своїх видань використовували і ОУН(м), і ОУН(б), зокрема закордонні частини ОУН(б) (виходив у Мюнхені (1949–1954); редагував Степан Ленкавський. Видання «Сурми» відновлено у 20-ти річчя заснування ОУН);
Новий місячник ОУН(б) із назвою «Сурма» відрекомендувався 28 лютого 1949 читацькій аудиторії так:

| Відзначуючи нашу пов'язаність з революційним поколінням наших найближчих попередників — з Українською Військовою Організацією — відновлюємо видання того підпільного органу, що безпосередньо перед заснуванням ОУН кунув був посів ідей українського революційного націоналізму. |
Журнал друкував політичні аналізи та ідеологічні статті — і документував підпільні операції ОУН в Україні.
Після здобуття незалежності Україною і перенесення на її територію органів ОУН, журнал «Сурма» використовувався як внутрішньоорганізаційний друкований орган. У 2009 році за рішенням ПУН знову став загальновідкритим.